# Modello ANNNI
L'abbreviazione modello ANNNI (axial -or anisotropic- next-nearest-neighbor Ising model) "modello di Ising assiale del più vicino". È una molto nota variante di uno dei più noti modelli in meccanica statistica, il modello di Ising. In questa variante le interazioni di scambio concorrenti ferromagnetica e antiferromagnetica sono spin accoppiati al sito più vicino e al sito secondo più vicino, lungo gli assi cristallografici del reticolo di Bravais. Il modello cerca di descrivere in modo semplice le complicate e sorprendenti proprietà magnetiche spaziali delle superstrutture nei cristalli.
Il modello è stato introdotto nel 1961 da Sir Roger Elliott dell'università di Oxford, ma solo pochi anni dopo, molte delle sue più interessanti proprietà sono state analizzate e studiate (specialmente da Per Bak, Michael E. Fisher, Walter Selke, e Jacques Villain), fornendo una base teorica per comprendere numerose osservazioni sperimentali sulle strutture commensurabili e incommensurabili, come per esempio le transizioni di fase, i magneti, le leghe, l'adsorbimento e altri solidi.